# Le prigioniere dell'isola del diavolo
Le prigioniere dell'isola del diavolo è un film del 1962 diretto da Domenico Paolella.
In Francia il film è noto con il titolo L'île aux filles perdues, mentre in lingua inglese è uscito con il titolo Women of Devil's Island.

## Trama
Nella Guyana francese del 18º secolo il tenente Le Favre dirige un penitenziario femminile con una rigida e severa disciplina tanto da non esitare a giustiziare una di esser, Janette, che aveva tentato di organizzare un'evasione.
Nella prigione fortezza è custodito anche un tesoro che fa gola al pirata Henry che con uno stratagemma riesce a sostituirsi proprio a Le Favre ma la conoscenza di Martine, sorella di Janette, lo convince ad aiutare la ragazza e le altre donne recluse.
Dopo una serie di vicissitudini, si arriva allo scontro finale: Martine uccide Le Favre e parte con Henry che è in realtà un patriota francese.